# 愛情，在記憶中停留
《愛情， 在記憶中停留》（韓語：사랑，기억에 머물다）是一部網路劇，於2018年2月14日在Naver TV和Vlive播出，由 吳夏榮（APINK）、高潤等人主演。本劇為APINK吳夏榮第二次出演和首次擔任女主角的網路劇。

## 劇情
此劇描述主角劉夏莉和盧鎮宇因為一宗謀殺案而重遇對方，找到記憶中的初戀

## 演出陣容
| 演員   | 角色   | 介紹 |
| 吳夏榮 | 劉夏莉 | 女主角，原名為劉夏榮，性格明朗單純的大學生，因為認為自己樣子漂亮而想當演員，即使父母反對也不放棄實現夢想，兼職拍劇和在咖啡廳做侍應。父親是研究FMRI技術的劉韓一，因父親總是在做實驗，從小就很恨父親，且經常被帶去作研究。因童年陰影而只要聽到很大的聲音就會昏倒。初戀是小時候的盧鎮宇。由於目擊一宗殺人事件而被邀到情報局協助調查，大腦記憶被讀取。 |
| 高潤   | 盧鎮宇 | 男主角，這世代最大的大腦黑客，暱稱Roy，因為得到劉韓一博士的真傳，在KS集團代表李韓英失蹤後成為世界上唯一懂得使用FMRI技術令腦電波影像化的人，但卻以此技術犯法地去賺大量的錢。被邀到情報局協助讀取劉夏莉的記憶，與禹民英等人組成一隊研究組。初戀是小時候的劉夏莉。                                                                                    |
| 宋承國 | 禹民英 | 國家安全中央情報局探員，為情報局局長的兒子，因為辦事不力而被降職。出自名門世家，從小考第一，入讀名牌大學，成為情報局最年輕的隊長。因要調查殺死李韓英的兇手而與盧鎮宇等人組成一隊研究組，找出劉夏莉的記憶。喜歡劉夏莉。 |
| 黃素熙 | 徐熙   | 國家安全中央情報局組長，因要調查殺死李韓英的兇手而與盧鎮宇等人組成一隊研究組。在KS恐怖襲擊當時身處KS大樓而失去愛人和未出生的孩子，所以憎恨導致襲擊出現的李韓英，所以殺了他。 |
| 鄭恩惠 | 宋善夏 | 劉夏莉的好姊妹，居住在一起。喜歡禹民英。 |
| 李善雅 | 鄭智善 | 盧鎮宇的青梅竹馬，協助盧鎮宇的工作，加入了調查殺死李韓英的兇手的研究組。發現了劉夏莉是劉韓一博士的女兒。 |